# Now I’m Here
«Now I’m Here» (с англ. — «И вот я здесь») — песня британской рок-группы Queen из альбома Sheer Heart Attack. Написана Брайаном Мэем, когда он лежал в больнице. Став синглом, песня достигла 11-го места в британском чарте. На стороне «Б» записана песня «Lily of the Valley», одна из любимейших песен Мэя, написанных Меркьюри. Запись живого исполнения песни стало би-сайдом концертного сингла «Love of My Life» 1979 года.
Песня примечательна тем, что Меркьюри в ней достигает одной из самых высоких нот в его карьере в начале песни, в сольной партии, и в конце. Также в композиции используется довольно сложный рифф. Песня была одним из самых любимых живых выступлений в своё время.

## Видеоклип
В основу клипа легло выступление в «Rainbow Theatre» 20 ноября 1974 года. Позже на этот клип наложили студийный звук. Клип был сделан лишь в 1992 году. Видео начинается с приезда группы к зданию «Rainbow Theatre» и выхода из машины. Затем они немного позируют перед камерой и уже затем показывается концерт после прохода вступления песни. На концерте Меркьюри одет так же, как и Мэй — белая куртка с большими разрезанными рукавами.

## Концертные записи
- Live Killers (1979)
- Concerts for the People of Kampuchea (1979)
- We Will Rock You (1981)
- Queen on Fire — Live at the Bowl (1982)
- Live at Wembley ’86 / Live at Wembley Stadium (1986)
- The Freddie Mercury Tribute Concert (1992)
- Live at the Brixton Academy (1993)
- Live at the Rainbow ’74 (2014)
- A Night at the Odeon – Hammersmith 1975 (2015)

## Чарты

### Нидерланды
| Позиция | 38 | 32 | 32 |